# أحمد الصغير (لاعب كرة قدم سعودي)
أحمد الصغير (أحمد يريسو) لاعب كرة قدم سعودي، كان أبرز لاعبي نادي الأهلي السعودي.

## البدايات
كان والد أحمد وجده تُجاراً من التجار الحضارم السادة الذين انتقلوا إلى الصومال لتوسيع تجارتهم فلعب أحمد هناك لنادي البنك ثم نادي بلدية مقديشو أحد أشهر الفرق الأفريقية آنذاك، لعب فريق البلدية عام 1973 مباراة ودية مع نادي الأهلي السعودي، وسجل فيها أحمد الصغير هدفان وصنع واحداً فأُعجب الأمير عبدالله الفيصل باللاعب وطلب جلبه ولكن نادي البلدية تمسك به تمسكاً شديداً ورفض ذلك ورفض حتى سفره خارج الصومال لكن أخاه محمد الشاطري استطاع أن يجلبه إلى السعودية بدون علم ناديه وجلبه للأهلي عام 1974م وهنا بدأت قصة أحمد مع نادي الأهلي السعودي.
كانت أول مشاركة للنجم الكبير مع النادي الأهلي السعودي في الموسم الرياضي 1395هـ / 1975م ( الدوري التصنيفي ) وتحديداً في لقاء الأهلي والاتفاق في الجولة الثانية، في الثاني من نوفمبر 1974م وكسب الأهلي 2 / 1، سجل الصغير أحدهما وقد سجل مع نادي الأهلي في اللقاءات الرسمية 64 هدفاً وصنع أكثر من 100 هدف لزملائه.

## أهم أهدافه في المنافسات المحلية
- في الديربي أمام الاتحاد سجل 6 أهداف منها هدف التأهل إلى نهائي كأس الملك 1397هـ.
- في الكلاسيكو أمام الهلال 5 أهداف منها هدفان في نهائي كأس الملك 1397هـ.
- في الكلاسيكو أمام النصر 5 أهداف.
- هدف الحسم أمام الإتفاق في نهائي كأس الملك 1403هـ.
- 6 أهداف في نادي الخليج في مباراة واحدة ضمن منافسات الدوري التصنيفي 1395هـ.

## بطولاته

### إنجازاته الجماعية
حقق مع النادي طوال مشاركاته البطولات التالية: 
- كأس جلالة الملك موسم 1397 هــ أمام فريق الهلال
- درع الدوري الممتاز موسم 1397 / 1398 هــ بعد منافسة مع فريق النصر
- كأس جلالة الملك موسم 1398 هــ أمام فريق الرياض
- كأس جلالة الملك موسم 1399 هــ أمام فريق الاتحاد
- كأس المصيف موسم 1402هــ أمام فريق الشباب
- كاس الملك موسم 1403 هــ أمام فريق الاتفاق
- درع الدوري الممتاز موسم 1403 / 1404 هــ بعد منافسة مع فريق الإتحاد
- بطولة مجلس التعاون الخليجي موسم 1405 هــ أمام العربي الكويتي

### إنجازاته الفردية
- جائزة جريدة الندوة لأفضل لاعب وسط سعودي عام 1398هـ.
- الحذاء الذهبي من النادي الأهلي في جائزة تكريم نجوم موسم 1398هـ.
- تشكيلة النجوم في دورة الخليج الخامسة 1399هـ.

## مشاركاته الدولية مع المنتخب
شارك أحمد الصغير رحمه الله في 33 مباراة دولية مع المنتخب السعودي وأُختير الكابتن أحمد الصغير للمنتخب السعودي في عام 1975 للمشاركة في تصفيات الامم الآسيوية في بغداد وكانت مشاركته الأولى بقميص الأخضر السعودي مع فريق كوبنهاغن الدانماركي في الرياض يوم 3 سبتمبر 1975 وكسبه المنتخب السعودي 3-2.

## مقتطفات مع مسيرة أحمد الصغير مع النادي الاهلي والمنتخب السعودي
- لعب مع الفريق منذ موسم 94 / 1395 هـ وحتى موسم 1406 هـ.
- شارك مع المنتخب الوطني السعودي والمنتخب السعودي العسكري في كل المناسبات والبطولات خلال تلك الفترة.
- شارك مع المنتخب السعودي في دورات الخليج الخامسة والسادسة ودورة الألعاب الآسيوية في بانكوك ودورة الألعاب الإسلامية في أزمير.
- هدف جميل في حارس المنتخب العراقي رعد حمودي في دورة الخليج السادسة عام 1402هـ / 1982م.
- هدف رائع في فريق ساوباولو البرازيلي في لقاء ودي في الرياض.
- حسم بأهدافه كأس الملك أمام الهلال 1397هـ والإتفاق 1403هـ.
- حرمته الإصابة من مشاركة زملائه في تحقيق بطولة مجلس التعاون الخليجي، التي حققها النادي عام 1405هـ.
- أقيم له أول حفل مهرجان يقام بمناسبة اعتزال لاعب كرة قدم في السعودية.

## الاعتزال
في تصفيات كآس آسيا لعب منتخبنا الوطني مع منتخب العراق أحد اقوى منتخبات آسيا ذلك الوقت وتقدم احمد الصغير بكرة في منتصف الملعب فدخل أحد مدافعي منتخب العراق على قدم الكابتن احمد فاخرج الصقر الاهلاوي من ملعب اللقاء إلى المستشفى مباشرةً وبعد إجراء الفحوصات تبين انه لديه كسر في صابونة القدم التي غيبته لمدة تزيد عن 6 أشهر اجرى خلالها العملية وبعض تمارين التاهيل ثم عاد بعدها لمزاولة كرة القدم أفضل من السابق ولكن الإلآم عادت إليه من جديد عام 1407 هـ أكثر من مرة فقرر بعدها اعتزال كرة القدم نهائياً..

## تكريمه
بمناسبة اعتزاله تم إجراء مباراة بين نادي الأهلي مع فريق نادي سيرفيت السويسري في يوم 3 / 4 / 1407 هـ
بمشاركة العديد من نجوم اللعبة من المملكة والدول العربية الأخرى أبرزهم:- المصري إبراهيم يوسف والقطري منصور مفتاح والتونسي طارق ذياب والسوداني حامد بريمه ومن السعودية صالح خليفه وصالح النعيمة..
و انتهى اللقاء بفوز الاهلي 2 \ 1 وسجل هدف الاهلي الأول الكابتن احمد الصغير عن الدقيقة 25 والهدف الثاني لعادل العنايشة الدقيقة 57 ..
التدريب
بعد اعتزال الكابتن ذهب إلى بريطانيا ودرس فيها لسنتين حصل خلالها على شهادة التدريب الرياضي من فئة A ثم درس التدريب في عدة دول عربية وأجنبية حتى تحصل على عدة شهادات من عدة دورات تدريبية وعدة شهادات من جامعات عربية كما حصل على دبلوم تدريب رياضي عام 1414 هــ عاد الكابتن احمد الصغير للاهلي ولكن هذه المرة كمدرب الفريق الأول لمدة نصف موسم كمدرب فترة فقط بعد اقالة المدرب الذي سبقه لكن الإدارة جلبت بعدها مدرب أجنبي وحولته لتدريب فئة الشباب لمدة 3 سنوات ثم تحول لتدريب فريق الناشئين لمدة سنتان وكان احمد هو من اكتشف مواهب اهلاوية أبرزها خالد قهوجي وحسين عبد الغني ويقال أن الكابتن احمد لم يتسلم راتبه لفترة تزيد عن ثلاث سنوات لذلك قرر ترك التدريب نهائياً وتحول للعمل المكتبي مع عمله التجاري أيضاً.

## وفاته
توفي في يوم 16 مارس 2010 بعد تعرضه لأزمة قلبية أثناء تأديته رياضة المشي.